# Alfonso Navarrete Prida
Alfonso Navarrete Prida, né le 13 octobre 1963 à Mexico, est le secrétaire de l'Intérieur mexicain de janvier 2018 à novembre 2018. Auparavant, il avait déjà été secrétaire du Travail entre 2012 à 2018 et député de l'État de Mexico à la LXIe législature du Mexique du Congrès mexicain entre 2009 et 2012.
Navarrete était à bord d'un hélicoptère Sikorsky UH-60 Black Hawk qui s’est écrasé (en) dans un champ le 16 avril 2018 alors qu’il surveillait les zones sinistrées par un récent tremblement de terre (en) dans l'État de Oaxaca. 15 personnes (toutes au sol) meurent dans l’accident, mais Navarrete et son compatriote Alejandro Murat Hinojosa (en) (gouverneur (en) de l'Oaxaca) s'en sortent indemnes. 